# Montilla
Montilla er en by og kommune i det sydlige Spanien i provinsen Córdoba. Den har et indbyggertal på 22.333 (2024) indbyggere.